# Меркатале-ин-Валь-ди-Пеза
Меркатале-ин-Валь-ди-Пеза (итал. Mercatale in Val di Pesa) — деревня в муниципалитете Сан-Кашано-ин-Валь-ди-Пеза в тосканской провинции Флоренция Италии.

## История
Возникновение поселения связано с расцветом в Позднем Средневековье мест, расположенных в долинах или возле дорог, где велась торговля между сельским населением. На такое происхождение указывают название (итал. mercato — рынок и итал. val — долина) и главная площадь деревни, которая имеет форму вытянутой трапеции, типичной для торговых городов. Подобную планировку можно также увидеть в Греве-ин-Кьянти.
Деревня возникла по инициативе владельца близлежащего замка Монтекамполезе, который в 1237 году основал общественную площадь в месте, известном как Беккаморто. Меркатале также несколько раз упоминается в хрониках, написанных между 1367 и 1370 годами хронистом Донато Веллути. В 1592 году на площади была построена часовня.
В последующие столетия население продолжало расти, и это привело к окончательному отказу от первого городка на холмах Монтекамполезе. Только 12 июня 1786 года приходская церковь была переведена в часовню на площади.
Сегодня на главной площади располагается церковь Санта-Мария, внешний вид которой дали многочисленные реставрации, последняя из которых была проведена в 1964 году. Слева от церкви находится Вилла Нунци, построенная семьей Строцци и отличающаяся трапециевидной формой с двумя симметричными башенками, расположенными по краям здания.
В восьмидесятые годы Меркатале прозвали «Маленькой Россией», потому что почти все население было членами Коммунистической партии.
Меркатале является родиной Джулиано Дами, авантюриста XVIII века и фаворита герцога Джан Гастоне Медичи. Также недавно город стал центром национальных криминальных новостей после преступлений, совершенных Пьетро Паччиани, известным как одним из предполагаемых вариантов личности Флорентийского монстра.

## Памятники и достопримечательности

### Город
- Церковь Санта-Мария

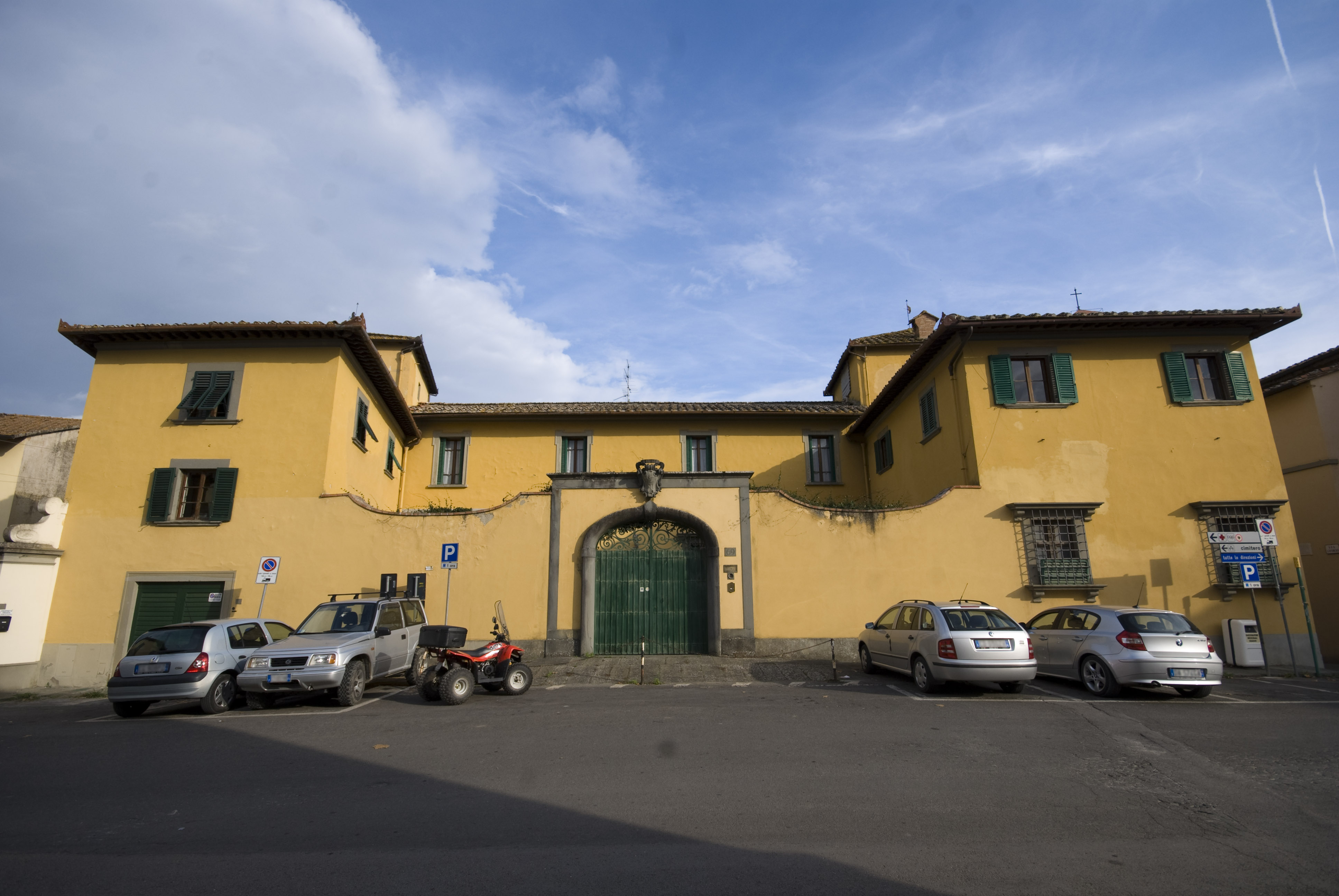
Вилла Нунци

Эта церковь, расположенная на главной площади, имеет единственный неф, а в интерьере сохраняет сохраняет фрески, в том числе фрески Джованни Тоскани.
- Вилла Нунци

Особняк, расположенный рядом с церковью Санта-Мария, был построен семьей Строцци, а в конце 15 века был куплен семьей Дель Корно. Вилла имеет трапециевидную форму с двумя симметричными башенками, соединенными с двумя перпендикулярными крыльями, которые выходят на обнесенный стеной сад. Он был восстановлен в конце 20 века.

### Окрестности
- Церковь Сант-Андреа-а-Луиано

Церковь XII века. Это самый важный образец романской архитектуры в муниципалитете Сан-Кашано-ин-Валь-ди-Пеза. Рядом находится часовня Сан-Бьяджо с цеными каменными вратами, сделанными в 16 веке.
- Вилла Луиано

Имя Луиано происходит от латинского Lucas Jani (Лес Януса). Вилла, построенная в 16 веке, является прекрасным образцом тосканской загородной виллы. Она имеет простой фасад с дверью из тесаного камня, а внутри находится клуатр с часовней, посвященной святому Юлиану. В прошлом вилла принадлежала семьям Меллини, Борромео и Строцци.
- Часовня Строцци

Была построена в 15 веке семьей Строцци, владельцами соседней Виллы Казеротта. Здесь находится картина, изображающая Пьету между святыми и ангелами, написанная Аньоло Бронзино.
- Часовня Пепполи

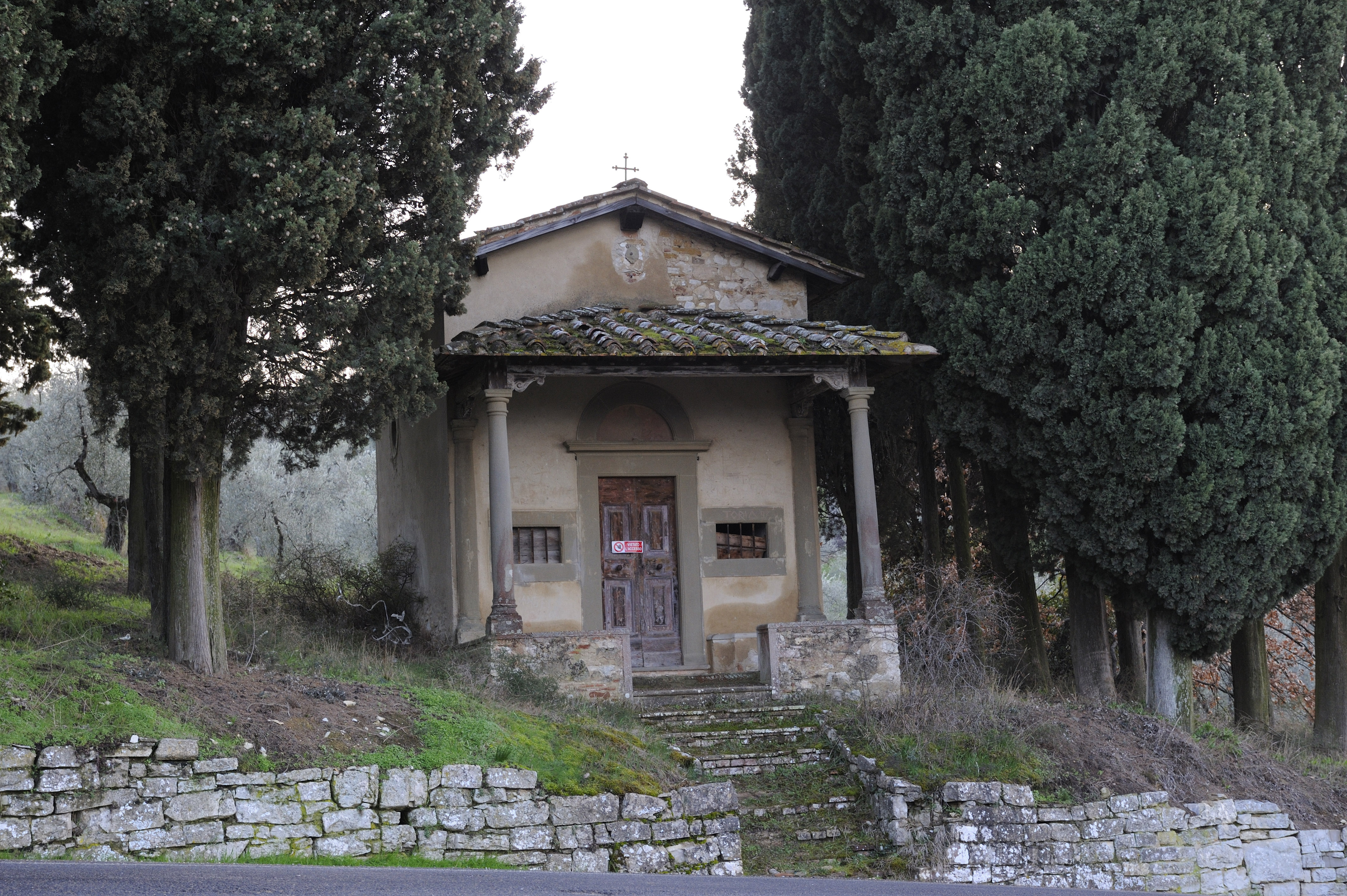
Cappella dei Peppoli

Часовня Пепполи расположена у дороги, ведущей из Меркатале в Кастелло ди Габбиано. Часовня была построена в XVI веке семьей Черки, которая посвятила ее блаженной Умилиане де Черки.
Часовня имеет характерные черты архитектуры конца 16 века. Фасаду предшествует изящный архитравный портик, покоящийся на двух тосканских колоннах. По бокам фасада расположены две полуколонны, в центре — портал, увенчанный аркой с люнетом, по бокам которого — два небольших окна; выше находится монограмма святого Бернардина Сиенского. В боковых стенах расположены два окулуса, по одному с каждой стороны, с каменным обрамлением. Часовня сегодня находится в запущенном состоянии, и на ней видны признаки ветхости. Интерьер представляет собой единственный зал.
- Часовня Марчеллини

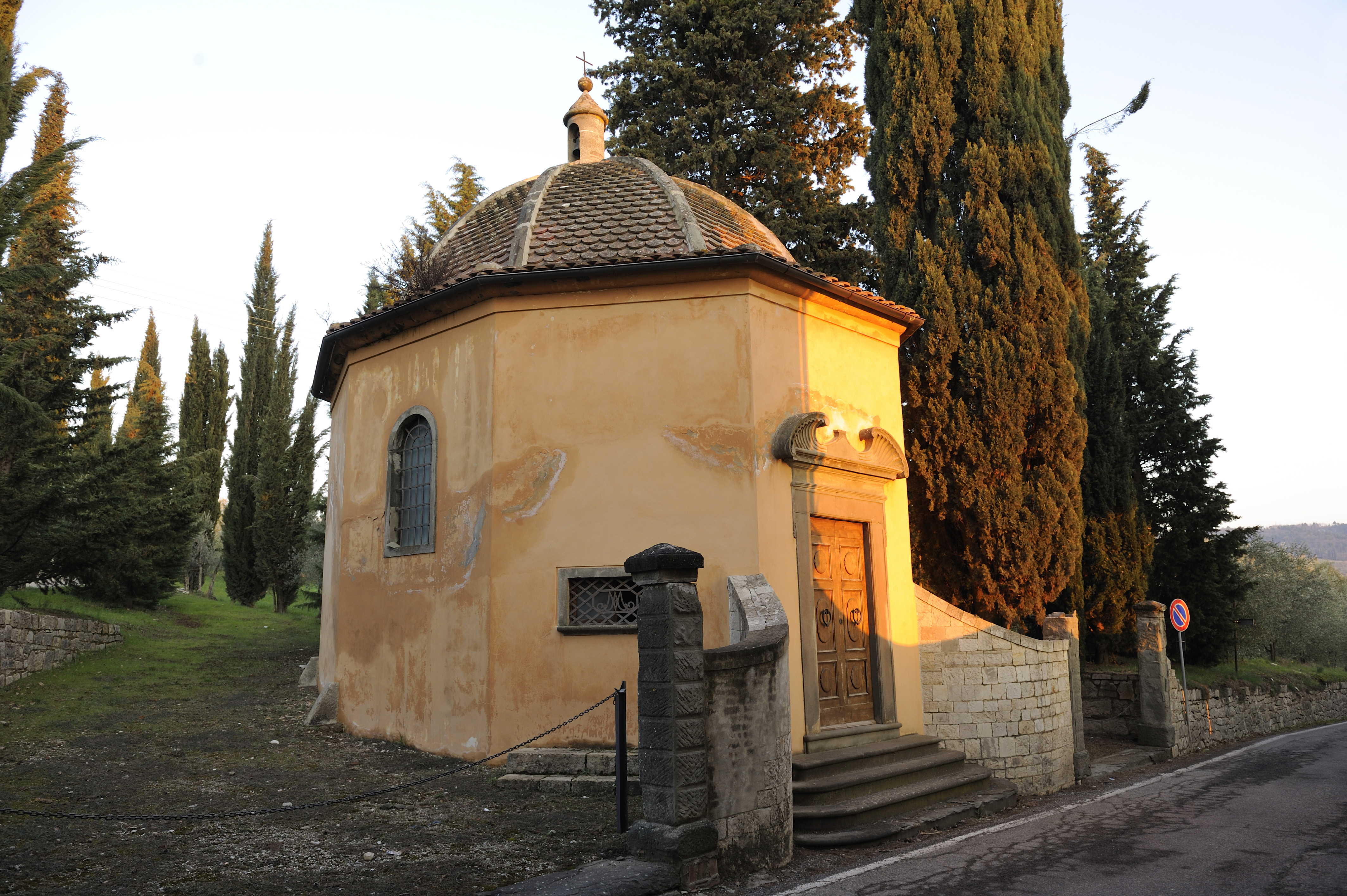
Капелла Марчеллини

Часовня была пристроена к вилле Марчеллини и расположена у дороги, ведущей от Меркатале к Куаттро-Страде, а затем к Панцано.
Вилла Марчеллини существовала уже в начале XV века, но часовня была построена после 1669 года, когда вилла стала собственностью семьи Буонталенти, прямых потомков архитектора Бернардо Буонталенти.
Часовня имеет восьмиугольный план, в современном виде фасад представляет собой поднятый на несколько ступенек и вставленный между двумя крыльями стены портал с каменными рамами, увенчанный ломаным криволинейным фронтоном. Часовня увенчана куполом без барабана, который выступает из скатов крыши, установленной на карнизе, идущем вдоль всей внешней стены. Крыша и купол покрыты черепицей, сложенной в виде рыбьей чешуи, которая сходится к маленькому фонарю наверху.
- Фаттория Исполи

Этот особняк когда-то принадлежавшей семье Макиавелли, их герб все еще присутствует на фасаде. Сегодня здесь располагается сельскохозяйстенное предприятие. Фасад, выходящий на главную улицу и угловая башня являются характерными чертами средневековой архитектуры.